# 布魯克菲爾德 (麻薩諸塞州普查規定居民點)
布魯克菲爾德（英語：Brookfield）是位於美國麻薩諸塞州烏斯特縣的一個普查規定居民點。

## 人口
根據2020年美國人口普查的數據，布魯克菲爾德的面積為2.98平方千米，當中陸地面積為2.98平方千米，而水域面積為0.00平方千米。當地共有人口824人，而人口密度為每平方千米276.51人。